# Provi Stars
Provi Stars (der Comic-Überschrift zufolge eigentlich: „Provi-Stars“!) ist eine Comicserie der späten 70er Jahre, die bis in die 1990er Jahre fortgeführt wurde. Geschrieben und gezeichnet wurde sie von Erwin Frick. Sie war ein kostenloser Werbecomic der Provinzial-Versicherung, der in den lokalen Filialen vor allem an Jugendliche verteilt wurde. Jedes Heft hat 24 Seiten (inklusive Cover). Im Zeichenstil ist der Comic insofern lose an “Fix und Foxi” angelehnt, als die Personen aussehen wie Menschen mit wahlweise rosa oder schwarzen Tiernasen oder Schnäbeln. Jede der Hauptpersonen (Kräsch, Spidi, Alblecht) gehört zu einem dieser drei Grundtypen. In der Thematik sind die Hefte ziemlich frei, meistens geht es auf eine Reise der ein oder anderen Art. Immer wieder kommen dabei Anspielungen auf vor allem bayerische Seltsamkeiten vor, auch mit einem gehörigen Schuss Selbstironie.
Die Provi Stars zeichneten sich besonders durch die gleich bleibend hohe Qualität aus, die viele Fans dieses eher weniger bekannten Comics bis heute bei der Stange gehalten hat. Abgefahrene Ideen sowie liebevolle Zeichnungen mit großartigen Dialogen und Einfällen machen die Lektüre zum Vergnügen, Vieles ist dabei zeitspezifisch für die letzten beiden Jahrzehnte der alten Bundesrepublik im tiefen Westen. Die regionale Verbreitung und somit auch der Bekanntheitsgrad war stets abhängig vom Verbreitungsgebiet der Provinzial-Versicherung (Nordwestdeutschland), ein Schwerpunkt ist ganz sicher Nordrhein-Westfalen.

## Die drei Hauptdarsteller
In allen Abenteuern spielen die drei Protagonisten Spidi, Alblecht und Kräsch mit. Hier jeweils eine Kurzcharakterisierung:
- Kräsch, später Dr. Kräsch: Schwergewichtig, im blauen Overall und aufbrausend, ist er derjenige, der die Stories in Fahrt bringt und in der Regel auch in Fahrt hält. Wenn Kräsch loslegt, kann der Rest der Welt nur verzweifelt versuchen, Schritt zu halten. Der spätere Ehrendoktor – der Titel wurde ihm verliehen von Dr. Kleinstein in „Die Reise im Trans-Timer“, weil er einen lebendigen Archäopteryx mit in die Gegenwart... aber das führt zu weit! - ist nicht gerade sehr helle und zeichnet sich vor allem durch seine vielen kreativen Missverständnisse und spontane Ideen sowie durch die Fähigkeit, auch die brenzligsten Situationen noch mit grottenschlechten Kalauern zu kommentieren, aus. Allerdings fällt er trotz aller Katastrophen doch immer irgendwie auf die Füße. Kräsch ist selten von seinen besten Freunden Spidi und Alblecht getrennt und ein steter Weggefährte des Supergenies Dr. Kleinstein.

- Alblecht: Alblecht ist klein von Statur und trägt meistens eine Konservendose auf dem Kopf, auch seine Kleidung scheint metallischer Natur zu sein. Er neigt etwas zur Ängstlichkeit, allerdings drückt er sich nie, wenn es darum geht, seinen Freunden zu helfen – und insbesondere Kräsch braucht diese Hilfe oft, auch wenn er es nicht immer merkt. Zusammen mit Spidi stellt er das Gehirn der Truppe dar – die beiden müssen versuchen, Kräschs Fehltritte wieder hinzubiegen, oder beuten die Früchte von Kräschs Erfolgen mit ihm zusammen aus.

- Spidi: Ebenfalls eher klein – genau genommen ebenso klein wie Alblecht –, stets mit rotem Motorradhelm und weißer Motorradbrille zu sehen (ursprünglich waren alle drei Provi Stars „Biker“, so im allerersten Comic „Live! Beim Open-Air-Concert!“). Nach Kräsch ist er der treibende Part des Trios und übernimmt oftmals das Steuer, wenn wieder mal etwas schiefgelaufen ist. Zusammen mit Alblecht stellt er den denkenden Teil der Provi Stars dar, während Kräsch eher auf seinen Bauch hört. Gleichwohl neigt Spidi dazu, bisweilen cholerisch zu sein – insbesondere, wenn etwas gerade wegen (Dr.) Kräsch schiefgelaufen ist...

## Nebenfiguren
Neben den Hauptpersonen gibt es auch noch eine Reihe von Nebenfiguren, die immer wieder auftauchen.
- Dr. Kleinstein: Der geniale Wissenschaftler gibt in späteren Jahren meistens den Anstoß zu einem neuen Abenteuer, in das sein Kollege Dr. Kräsch und dessen Gefährten mit ihm ziehen sollen – sei es nun eine Expedition in den Weltraum, eine Zeitreise oder die Suche nach dem sagenhaften Yeti. Dr. Kleinstein verfügt über eine großartige technische Ausstattung in seinen weitläufigen Laboratorien, neigt allerdings zur Schusseligkeit und gelegentlichen Ohnmachtsanfällen, ganz besonders im Angesicht von Katastrophen – und die sind bei den Provi Stars nie weit entfernt.

- Tante Milli: Die Wirtin und Besitzerin von „Tante Milli's Milchbar“, in der die meisten Abenteuer beginnen und/oder enden. Die Milchbar ist scheinbar der bevorzugte Hangout der Provi Stars, vermutlich irgendwo in Düsseldorf. Sie duldet keine Schlamperei und keine Ausfälligkeiten – ihr Standardspruch ist “Wer sabbert, fliegt!”. So verhängt sie über die drei Freunde auch schon mal Lokalverbot, wenn die sich mal wieder nicht zurückhalten können.

- Atze: Dieser Fiesling vom Dienst kommt in beinahe jedem Heft vor und versucht ständig, den Provi Stars oder jemand anderem einen Strich durch die Rechnung zu machen. Wann immer er auftritt, ist er der Gegenspieler der Helden, oftmals auch Dr. Kleinsteins, so dass Atzes miese Machenschaften durchkreuzt werden müssen. Markenzeichen sind dünne Haartracht, Baseballmütze, Jeans und Cowboystiefel.

- Gigi & Gogo: ein ununterscheidbares weibliches Zwillingspärchen aus dem Showbusiness, vermutlich aus Las Vegas. Sie laufen den Provi Stars ständig über den Weg und sprechen mit schwerem amerikanischen Akzent. Gogo ist schwer in Dr. Kräsch verknallt und äußert dies stets mit dem Ausruf „My Honey-Bee“, während Gigi sich eher distanziert hält (Dr. Kräsch möchte fatalerweise aber nur „der Hannibi“ von Gigi sein). Oftmals sind sie mit dem Erzfeind der Provi Stars, Atze, unterwegs, finden sich aber am Schluss der Geschichte stets auf Seiten der Helden.

- Manne: Einer der dicksten Freunde von Dr. Kräsch und passionierter Luftschiffer. Ihn lernten die Provi Stars auf dem Campingplatz Elfriedenmoos kennen, wo Kräsch sein Schlauchboot mittels großzügiger Befüllung durch Campinggas in ein Luftschiff verwandelte. Seitdem zieht Manne mit diesem Spezialgefährt, das übrigens gerudert wird, als Globetrotter durch die Welt und begleitet die Provi Stars auf ihren Reisen. Mitglied im „Luftschifferclub Elfriedenmoos 1981“.

## Liste der erschienenen Bände
Die Abenteuer der Provi Stars umfassen bisher mindestens folgende Bände, offenbar erschien jedes Jahr ein neuer Band. Die Liste stammt von der unten erwähnten Webseite Marco Staub.de.
- Live! Beim Open-Air-Concert! (1978)
- Im Wintersport-Paradies (1979)
- Die Entdeckung des Archaeopteryx! (1980)
- Alternatives Leben (1980)
- Stille Tage im Elfriedenmoos (1981)
- Gala-Vorstellung im Zirkus Kaputschino (1982)
- Söhne des Ikarus (1983)
- Expedition zum Südpol (1984)
- Die Reise im Trans-Timer (1985)
- Flug in’s All (1986)
- Unternehmen Bermuda-Dreieck (1987)
- Zocky – Der Champion (1988)
- Das Detektiv-Büro (1989)
- Der Umwelt-Skandal! (1991)
- Jagd nach olympischem Gold! (1992)
- Der Vampirjäger (1993)
- Der Lotto-König (1995)
- Die Ausserirdischen (1996)
- Moderne Kunst (1997)
- Die Suche nach dem Yeti (1998)

## Computerspiel
In den letzten Jahren hatten die Provi Stars erneut einen Auftritt, diesmal in einem kostenlosen Promo-Computerspiel der Provinzial.